# Jorge Eliécer Gaitán
Vous lisez un « bon article » labellisé en 2011.
Pour les articles homonymes, voir Gaitán.
Jorge Eliécer Gaitán (Bogota, 23 Janvier 1903 – idem, 9 avril 1948) est un homme politique colombien issu de la classe moyenne et très populaire en son temps.
Il se lance très tôt dans la politique, défendant la candidature de Guillermo Valencia lors de l'élection présidentielle de 1918. Par la suite, il dénonce en 1929 les évènements et les injustices commises à Ciénaga lors du massacre des bananeraies. Après avoir rompu avec le Parti libéral et créé l’Unión Nacional Izquierdista Revolucionaria en 1933, il réintègre le Parti libéral en 1935. Il occupe ensuite différents postes, notamment ceux de maire de Bogota, ministre de l’Éducation nationale et ministre du Travail. Un temps dissident du Parti libéral, il en devient le leader en 1947 après avoir échoué à l'élection présidentielle de 1946. Gaitán, qui était très proche des classes moyennes et aux faibles revenus, a été l’un des premiers en Colombie à parler de politique sociale, souhaitant notamment démocratiser la culture, nationaliser l’enseignement et améliorer les conditions de travail des ouvriers.
Son assassinat à Bogota en 1948, alors qu’il est candidat à la présidentielle de 1949, est marqué par une éruption de violence connue sous le nom de Nueve de Abril (ou Bogotazo à Bogota) qui est le début de La Violencia, une période de troubles qui a perduré jusqu’au milieu des années 1950. Gaitán est devenu un mythe colombien, au point de voir son image figurer sur les billets de 1 000 pesos.

## Vie personnelle

### Enfance et études
Jorge Eliécer Gaitán, né le 23 janvier 1898 dans le quartier Las Cruces à Bogota en Colombie, a pour parents Eliécer Gaitán Otálora et Manuela Ayala de Gaitán. Cependant, selon d’autres versions, il serait né à Cucunubá dans le département de Cundinamarca, certaines disant que 1903 est sa véritable année de naissance. Il est l'aîné des six fils de la famille qui vit avec de modestes revenus. Lors de ses premières années, il grandit durant la guerre des Mille Jours, conflit opposant les conservateurs aux libéraux et qui dura du 17 octobre 1899 au 21 novembre 1902. Son père, qui est un libéral radical, vend des livres d'occasions après s'être essayé à plusieurs métiers. Activiste politique, il crée deux journaux libéraux, en 1903 et 1905, qui disparaîtront rapidement. Il inculque au jeune Gaitán l'amour des livres, des idées et la tradition de l'activisme libéral.Sa mère, qui décèdera le 23 février 1937, est une professeur d'école aux idées progressistes, ce qui lui vaudra plusieurs difficultés avec l'Église et les conservateurs.
En raison de sa situation économique précaire, la famille Gaitán Ayala se voit dans l'obligation de déménager dans le quartier Egipto où Jorge Eliécer Gaitán grandit. Alors que son père souhaite qu'il travaille à ses côtés dans son affaire, Jorge Eliécer suit une formation de base enseignée par sa mère. Il commence une éducation formelle à l'âge de douze ans lorsqu'il entre dans une école de Facatativá, où il termine ses études primaires en 1911. En 1913, il intègre le cursus secondaire au Colegio Simón Araújo, s'inscrivant pour la dernière année au Colegio Martín Restrepo Mejía où il obtient son baccalauréat. L'année suivante, en février 1920, il commence des études de droit et de sciences politiques à l'université nationale de Colombie, d'où il sort avocat en 1924 avec une thèse controversée intitulée « Les idées socialistes en Colombie » (« Las ideas socialistas en Colombia »). Après une courte période passée dans un cabinet d'avocat à Bogota, il aide son frère Manuel à ouvrir une pharmacie qui fournira de faibles revenus.
Jorge Eliécer Gaitán, qui aspire à étudier en Europe, complète ses études par un doctorat en jurisprudence en entrant à l'université royale de Rome en juillet 1926. Il y acquiert son diplôme un an plus tard en devenant major de sa promotion. Il reçoit le « prix Enrico Ferri » grâce à sa thèse, « Le critère positif de la préméditation » (El criterio positivo de la premeditación), qui obtient la mention magna cum laude. Alors qu'il réside dans de modestes pensionnats pendant ses études, il parvient à intégrer des milieux sociaux élevés en raison de son intelligence, devenant même le protégé du criminologue et homme politique italien Enrico Ferri. Durant ses années passées en Italie, Gaitán se dit « impressionné par la capacité de Benito Mussolini à diriger un rassemblement politique et par son énergie » et s'intéresse aux techniques employées par le dirigeant italien lors de ses discours: la gestuelle dramatique et l'intonation de voix qui varie. Il reprendra d'ailleurs ces techniques lors de ses conférences publiques. Après avoir obtenu son diplôme, Gaitán utilise l'argent obtenu grâce au « Prix Enrico Ferri » pour voyager à travers toute l'Europe, restant pendant quelques mois à Paris avant de retourner en Colombie en 1928.

### Famille
Le 26 mai 1936, Jorge Eliécer Gaitán épouse Amparo Jaramillo lors d'une cérémonie à laquelle assiste en tant que témoin le docteur Eduardo Santos, directeur du quotidien national El Tiempo et futur président de la République. De cette union, naîtra le 20 septembre 1937 leur fille unique, Gloria, qui se lancera par la suite dans la politique, devenant notamment conseillère dans le gouvernement du président chilien Salvador Allende, en 1973.

## Carrière politique

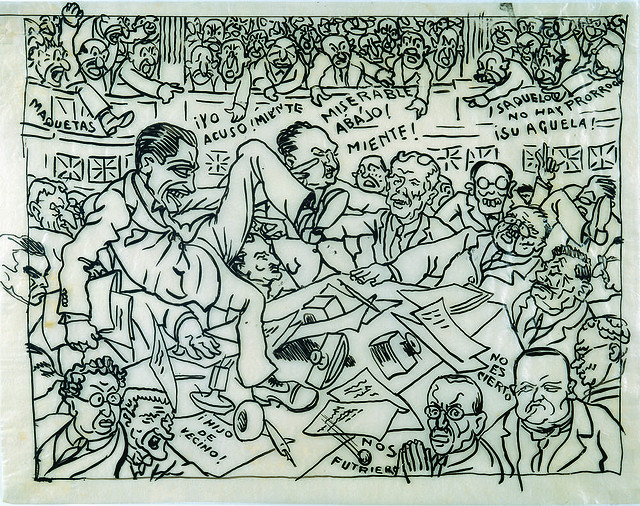
Caricature représentant Jorge Eliécer Gaitán, publiée dans Fantoches, revista humorística le 23 novembre 1929.

### Premiers engagements politiques
Alors qu'il est encore étudiant, Jorge Eliécer Gaitán s'intéresse aux faits politiques du moment, adhérant aux idées du parti libéral. Lors des élections présidentielles de 1918, le ministre Marco Fidel Suárez (parti conservateur) et le poète Guillermo Valencia (Parti républicain) s'affrontent. Gaitán décide de soutenir la candidature de Valencia qui perdra contre son adversaire. Lors de protestations en mars 1919, il dénonce le fait que Marco Fidel Suárez fasse importer des uniformes pour la célébration du premier centenaire de la bataille de Boyacá.
Dès 1918, alors qu'il est toujours à l'école secondaire, Gaitán écrit une lettre au journal El Tiempo de Bogota dans laquelle il soutient la création d'écoles du dimanche afin que les travailleurs puissent acquérir des connaissances avec des méthodes satisfaisant à leurs besoins. Il décide alors d'élaborer des cours d'alphabétisation et d'instruction pour des sujets d'utilité pratique comme l'hygiène.
Gaitán trouve l'exemple dont il a besoin dans le succès d'étudiants à Lima, au Pérou, qui ont su organiser un programme d'activités péri-universitaires pour des travailleurs. Pendant sa première année à l'université nationale, il convainc d'autres étudiants de l'aider et, en mai 1920, il crée le « centre universitaire de propagande culturelle », recevant l'appui du ministre de l'Éducation nationale de l'époque, Miguel Abadía Méndez. Les premières conférences publiques ont lieu au théâtre Christophe Colomb (teatro de Cristóbal Colón) à Bogota. À la suite du succès que connaissent ces conférences publiques dans la capitale colombienne, Gaitán, accompagné de deux autres étudiants, Ernesto González et Guillermo Rodríguez Hernández, décide d'étendre sa campagne de propagande culturelle aux municipalités de Girardot et Ibagué. Ils y réalisent des conférences publiques et font du porte-à-porte pour demander des livres qui sont ensuite redistribués dans des hôpitaux locaux.
Alors qu'il vient de mettre en place un centre à Cali en décembre 1920, Jorge Eliécer Gaitán est accusé en janvier de l'année suivante de commettre des irrégularités avec les fonds recueillis lors des prestations fournies pour ce nouveau centre. Il découvre alors l'étroitesse des limites dans lesquelles les discussions politiques publiques colombiennes se déroulent, mentionnant qu'il a été attaqué à Cali sur le fait qu'il soutienne la cause libérale. Cette polémique entraîne la fin effective du centre universitaire de propagande culturelle.
Ses activités politiques lui permettent d'obtenir la reconnaissance de divers dirigeants politiques tels que Benjamín Herrera, candidat du Parti libéral aux élections présidentielles de 1922. Grâce à cette ascension politique, Gaitán est élu député par l'Assemblée du Cundinamarca en 1924 et 1925. Ses premières années en tant qu'avocat sont difficiles de par sa condition sociale, mais ses aptitudes professionnelles lui permettent d'obtenir des affaires comme La Ñapa, dans laquelle une femme a été brutalement assassinée par un exalté dément.
Après deux ans passés en Europe de 1926 à 1928, où il obtient son diplôme de doctorat en jurisprudence, Gaitán est élu à la Chambre des représentants de Colombie en mars 1929. Le 8 juin de la même année, il dirige les protestations contre l'hégémonie conservatrice et la corruption administrative de la capitale colombienne. Grâce aux différentes actions politiques qu'il a menées depuis ses débuts, il devient une figure à l'intérieur du Parti libéral et l'un des tenors de son aile gauche.

### Le massacre des bananeraies

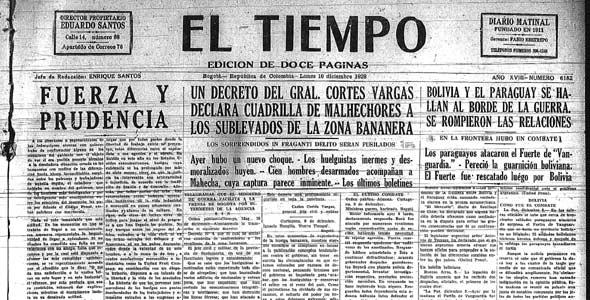
Une du journal El Tiempo paru le 10 décembre 1928 après le massacre des bananeraies.

Le 6 décembre 1928, dans la ville de Ciénaga, dans le département de Magdalena (situé au nord de la Colombie), un régiment de l'armée colombienne ouvre le feu sur des travailleurs grévistes de l'United Fruit Company. Cet épisode de l'histoire de la Colombie, appelé « massacre des bananeraies » et raconté par Gabriel García Márquez dans son roman Cent ans de solitude, est la conclusion d'une grève commencée le 12 novembre 1928 par les ouvriers de l'entreprise bananière qui demandaient une augmentation salariale, l'amélioration des conditions de travail, la reconnaissance des droits syndicaux, la fin du système des vales (bons d'achats) et la fermeture des magasins d'United Fruit.
Le 18 juillet 1929, Jorge Eliécer Gaitán décide de se rendre dans la zone bananière pour une durée de dix jours, afin de mettre en lumière les évènements qui s'y sont déroulés. Il y effectue plus d'une centaine d'entrevues avec des ouvriers et des habitants de la zone, prend des photographies de cadavres sans sépulture et des dégâts commis à Ciénaga, qui avaient été alors attribués aux grévistes. Cependant, selon les recherches de Gaitán, ils auraient été faits par les troupes du général Cortés Vargas, selon ses ordres. De retour à Bogota, il dénonce du 3 au 6 septembre 1929 le massacre et les injustices commises à Ciénaga par le gouvernement et l'armée nationale. Cette dénonciation se transforme en débat public contre le gouvernement de Miguel Abadía Méndez et l'armée nationale. Les débats, qui se déroulent dans la Chambre des représentants pendant deux semaines, permettent d'obtenir la libération de plusieurs ouvriers ainsi qu'une reconnaissance pour les veuves et les orphelins des travailleurs assassinés. En dénonçant le massacre des bananeraies, Gaitán parvient à gagner la reconnaissance nationale, devenant une figure politique populaire qui œuvre en faveur des intérêts des travailleurs. Il augmente le sentiment d'opposition de la population face au parti conservateur, définissant le gouvernement conservateur de l'époque comme une « marionnette du capitalisme américain » qui tue ses propres citoyens au profit d'investisseurs étrangers.

### Envol de sa carrière politique

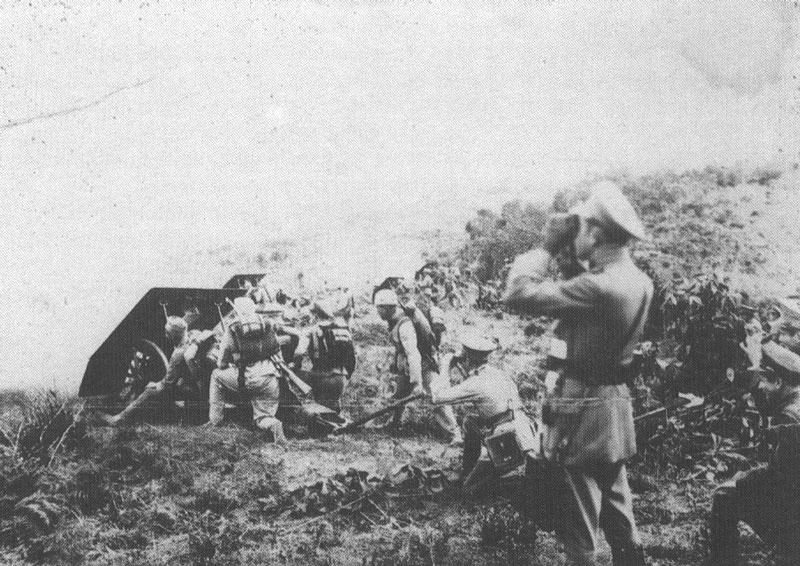
Armée colombienne à la manœuvre lors de la guerre contre le Pérou (1932-1933).

En 1931, à la suite de l'arrivée au pouvoir du libéral Enrique Olaya Herrera qui le soutient, Jorge Eliécer Gaitán devient président de la Chambre des Représentants et président de la Direction nationale libérale (Dirección Nacional Liberal). En 1932, il est nommé recteur de l'Université libre (Universidad Libre) fondée à Bogota le 13 février 1923 par Benjamín Herrera. Pendant qu'il occupe ce poste à l'université, il lance des réformes conçues pour inciter à avoir un esprit « d'investigation scientifique » et supprime d’anciennes méthodes éducatives, où l’apprentissage « par cœur » était privilégié. Il crée de nouveaux champs de spécialisation dans le droit, les sciences sociales et l'administration, développant dans un même temps des cours du soir pour les travailleurs et la classe moyenne.
En novembre 1932, il voyage dans différents pays latino-américains, allant notamment au Mexique où il a l'opportunité d'expliquer la position de la Colombie dans le conflit l'opposant au Pérou depuis le 1er septembre 1932, date à laquelle un groupe de civils péruviens, sous la conduite de l'ingénieur Oscar Ordónez et du sous-lieutenant Juan de la Rosa, ont attaqué la population colombienne de Leticia. Cette attaque est le résultat de l'insatisfaction engendrée par le traité Salomón–Lozano signé le 24 mars 1922 entre la Colombie et le Pérou et délimitant la frontière entre ces deux pays afin de mettre fin au différend territorial qui les oppose,.
La politique du gouvernement d'Olaya Herrera le déçoit, les propositions de réforme constitutionnelle et sociale des libéraux radicaux étant repoussées par le gouvernement. À partir de cet instant, l'objectif de Gaitán est de rompre avec le bipartisme et l'hégémonie des deux grands partis historiques : conservateur et libéral. Il décide donc de créer une troisième force politique dans un contexte latino-américain marqué par l'émergence de leaders et de mouvements populistes dans toute la région.

### Rupture avec le Parti libéral

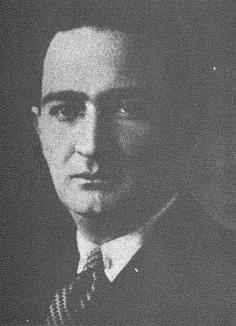
Carlos Arango Vélez, avec qui Jorge Eliécer Gaitán crée l'UNIR.

En octobre 1933, il décide de rompre avec le Parti libéral et crée, avec Carlos Arango Vélez, l’Unión Nacional Izquierdista Revolucionaria (UNIR ou Union nationale de gauche révolutionnaire). Gaitán souhaite y développer sa conception politique tant au niveau idéologique qu'organisationnel. Il met en place une action politique permanente, organise des commissions locales et cherche à créer des mécanismes permettant une relation étroite entre les dirigeants et leurs partisans. Dans le périodique de l'UNIR créé en 1933, Unirismo qui sort rapidement 15 000 exemplaires toutes les semaines, sont notamment publiés des informations nationales et internationales, des analyses politiques ainsi que des dessins révolutionnaires de David Alfaro Siqueiros et d'autres peintres. En plus d'Unirismo qui est distribué à Bogota, des journaux régionaux de l'UNIR sont publiés sous différents noms à Socorro, Medellín, Barranquilla, Campoalegre et Pereira. Selon le programme El manifesto del unirismo entièrement rédigé par Gaitán, les principales orientations globales énoncées sont :
- la réalité détermine les concepts, pas le contraire ;
- la réalité fondamentale est de nature économique ;
- les bases de la politique sont donc des relations économiques et non des principes abstraits ;
- il existe deux forces opposées : les détenteurs des moyens de production et ceux qui ne peuvent que fournir la main d’œuvre ;
- dans cette lutte, l'État est l'arbitre qui intervient dans le processus économique et social afin d'assurer la justice sociale et d'empêcher l'exploitation de l'homme par l'homme ;
- l'État doit fonctionner selon les principes démocratiques, en faveur de la majorité, c'est-à-dire les démunis en Colombie, et assurer l'égalité pour tous ;
- la réalisation de l'égalité, notamment dans les hautes sphères de l'économie, nécessité une économie planifiée et régulée ainsi que l'intervention de l'État ;
- l'intervention de l'État est basée sur des critères sociaux, à savoir le socialisme d'État.

À travers ces orientations globales, Gaitán axe son programme sur trois thèmes :
- la vie économique. Pour cela, l'État doit être un élément décisif dans la vie économique de la nation. Il doit réaliser la planification et la direction globale de l'économie, intervenir et investir si nécessaire ainsi que réguler et surveiller différentes composantes économiques, tels que les sociétés anonymes, les établissements bancaires et de crédit ou les entreprises commerciales et agricoles ;
- la vie sociale. La priorité de Gaitán dans ce domaine est l'éducation qu'il souhaite notamment centraliser et rendre gratuite à tous les niveaux ;
- la structure étatique. Il veut que l'État soit le représentant de toutes les classes, mais plus particulièrement le défenseur de ceux qui en ont le plus besoin. Une réforme constitutionnelle est également envisagée. Elle limiterait la puissance du président en Colombie, forçant les gouvernements à être plus sensibles aux intérêts publics représentés au congrès et à mettre en place les programmes des partis politiques.

Cependant, les conservateurs et les libéraux exercent une véritable pression sur l'UNIR et ses membres. Ainsi, le secrétaire général de l'UNIR de la ville de Socorro, Pedro Elias Jurado, est assassiné. Plusieurs membres sont arrêtés de façon arbitraire ou subissent des manœuvres d'intimidation par la police. D'autres voient même leurs maisons détruites. Une manifestation présidée par Gaitán à Fusagasugá, le 4 février 1934, est réprimée violemment par la police et un groupe de libéraux, entraînant la mort de quatre personnes. En octobre 1934, moins de deux ans après la création de l'UNIR, une rumeur circule sur la réintégration probable de Gaitán au sein du Parti libéral. Elle semble se confirmer, puisque lors des élections législatives du 26 mai 1935, il est inscrit sur une liste proposée par les libéraux et non sur une de l'UNIR qui a pourtant des candidats en lice. En plus des pressions subies par l'UNIR, Gaitán est conscient des difficultés qu'il va devoir affronter pour mettre en place son programme politique sans le soutien du parti libéral. Ainsi, en 1935, il abandonne le parti qu'il a créé pour réaliser ses ambitions personnelles, constatant qu'il est impossible de mettre fin au monopole des libéraux et des conservateurs sur la scène politique. Selon Fermín López Giraldo, un des membres de l'UNIR, Gaitán aurait secrètement accepté l'offre des libéraux qui lui proposaient un siège à la chambre des représentants.

### Mandat de maire

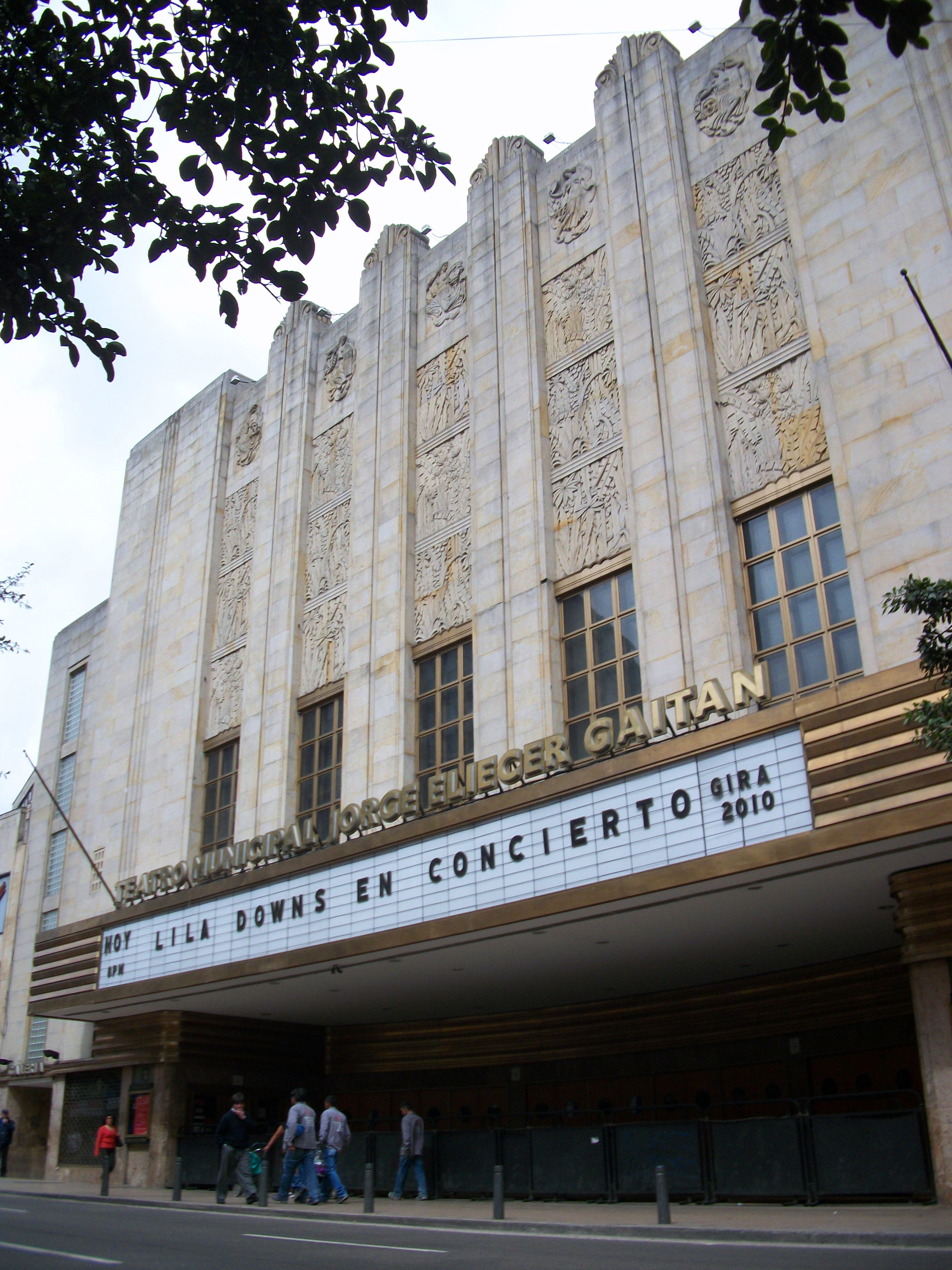
Façade du théâtre Jorge Eliécer Gaitán, à Bogota.

Après l'échec de Unión Izquierdista Revolucionaria, Jorge Eliécer Gaitán décide de réintégrer le Parti libéral en 1935. Il devient maire de Bogota le 8 juin 1936, après avoir été conseiller municipal, poste occupé depuis 1930. Il souhaite améliorer les services publics de la ville tout en appelant à d'importantes réformes sociales. Dans un premier temps, il décide de nommer quinze conservateurs à des postes municipaux importants. Il souhaite ainsi ne pas faire intervenir la politique au sein d'un gouvernement municipal, sachant, qu'habituellement, le parti dominant occupe tous les postes bureaucratiques. Cependant, au regret de Gaitán, les dirigeants du parti conservateur s'opposent catégoriquement à cette idée.
Dans un de ses premiers décrets en tant que maire, qui a pour objectif d'améliorer l'efficacité globale, Gaitán instaure notamment une semaine obligatoire de quarante-quatre heures pour les employés municipaux et centralise le système de communication interne des bureaux municipaux, afin d'assurer un contrôle plus strict. Par la suite, il décrète une campagne générale de nettoyage de la ville. Il fait ainsi retirer le surplus de publicités désagréables, fait construire des trottoirs, planter des arbres, repeindre des établissements commerciaux, ajouter de l'éclairage public, et transférer les enfants errants vers des foyers pour enfants. Alors que la population de Bogota ne cesse de croître, il concentre ses efforts sur l'ouverture de centres commerciaux et l'amélioration de quartiers urbains en mettant en place un réseau de transport et en améliorant les chaussées du réseau routier menant vers ces zones. Gaitán s'intéresse aux plus démunis et souhaite leur donner accès aux équipements sanitaires. Pour cela, il fait construire des bains publics et met en place des campagnes éducatives sur la santé publique dans les quartiers défavorisés. Il fait fermer des écoles qui sont en piteux état, en fait construire sept autres et en fait rénover plusieurs en ajoutant, l'eau, l'électricité et les égouts.
Dans le cadre du décret 425 de 1936 qui fait partie de la campagne « pour rendre propre les employés du service public et leur donner un sens du décorum et de la responsabilité », « les chauffeurs publics de taxi et de bus utilisent des chaussures, des chapeaux, des chemises et des combinaisons prescrites ». Cependant, l'Association nationale des chauffeurs (ANDEC ou Asociación nacional de choferes) s'oppose violemment à ce décret car elle estime qu'il est en violation avec les droits des personnes.
Finalement, après huit mois en tant que maire, Gaitán est destitué de sa fonction le 14 février 1937 à la suite des pressions exercées par le président de l'époque, Alfonso López Pumarejo, qui parvient à mobiliser l'opposition de quelques secteurs politiques au niveau national contre ses réformes. Cependant, en septembre 1937, Gaitán est réélu au conseil municipal de Bogota, grâce notamment aux quartiers populaires qui votent en sa faveur. Entre 1938 et 1940, Gaitán effectue quelques voyages internationaux et continue son activité juridique. En 1939, il est élu magistrat de la Coupe suprême de Justice.

### Mandats ministériels et sénatorial

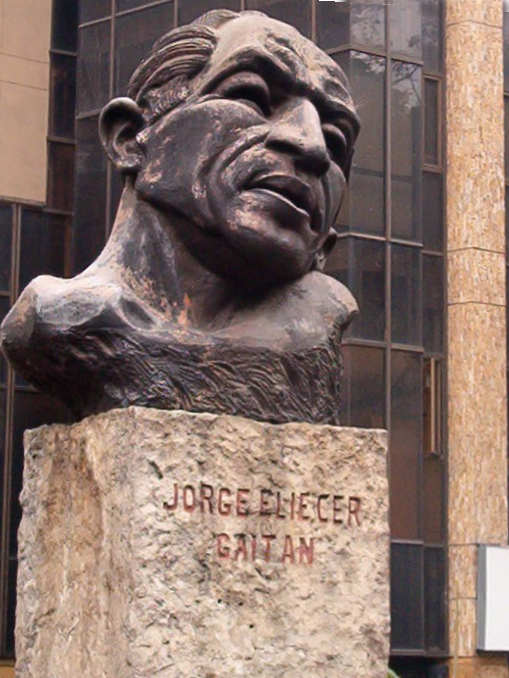
Monument en l'honneur de Gaitán, à Medellín.

Durant l'été 1939, alors qu'il vient de subir un échec en ne parvenant pas à obtenir une place sur la liste électorale du Parti libéral pour la Chambre des représentants, Gaitán décide de redorer son image. Pour cela, il entame une tournée nationale pour expliquer sa position au peuple. Dans son premier discours, qui se tient au théâtre municipal de Bogota, il dit ce qu'il a l'intention de faire après 1944. Il attaque également les dirigeants du Parti libéral, notamment le groupe de López Pumarejo, les accusant de mentir aux gens en se dissimulant derrière de belles paroles. Eduardo Santos, qui est élu président de la République en 1938, lui propose dans un premier temps le poste de président de la Cour suprême. Gaitán refuse, car cette fonction ne pourrait pas le laisser agir en toute liberté sur le plan politique. Santos lui propose alors le poste de ministre de l'Éducation. Gaitán accepte l'offre, notamment parce que cela allait lui permettre de se lancer dans quelques actions populaires dans un secteur qui en a fort besoin et de démontrer ce qu'il pourrait faire en tant qu'administrateur. Il prend ses fonctions le 1er février 1940, et ce jusqu'au 15 février 1941.
Durant cette courte période, ses objectifs en tant que ministre sont de démocratiser la culture et de nationaliser l'enseignement primaire. Pour cela, il voyage au centre et au sud de la Colombie afin de visiter des écoles et d'expliquer les orientations que va prendre son ministère à des groupes éducatifs et aux conseils municipaux. Il parvient même à convaincre la plupart des conseils à engager des fonds pour la construction ou la rénovation d'écoles. Il crée des cours par correspondance pour que les enseignants puissent améliorer leurs qualifications professionnelles. Dans le secteur de l'enseignement supérieur, d'éminents universitaires et scientifiques sont intégrés à l'Ateneo de Altos Estudios créé pour faire avancer la recherche dans divers domaines tels que les sciences naturelles, les mathématiques ou l'ethnographie. Dans les quatorze établissements d'enseignement secondaires qui sont directement sous les ordres du ministère de l'Éducation, le programme d'études est réorganisé pour que les mathématiques, les sciences, les sciences sociales et les langues soient davantage enseignés. Des cours alternatifs pour les étudiants techniques et scolaires y sont également proposés. En raison du faible niveau technique de la Colombie, Gaitán œuvre pour améliorer la qualité des enseignements industriels, en révisant notamment le programme d'études des écoles industrielles. Il fait construire plusieurs nouvelles écoles ainsi que des instituts agricoles afin de développer l'éducation industrielle. Par ailleurs, Gaitán lance une campagne d'alphabétisation : des bibliothèques mobiles sont mises en service, des foires aux livres sont tenues dans les villes importantes, des concerts et des spectacles sont joués en plein air et des expositions d'art itinérantes sont organisées.
Cependant, Jorge Eliécer Gaitán ne parvient pas à faire nationaliser l'éducation primaire. Alors qu'il souhaite centraliser le système scolaire et rendre le gouvernement national responsable de l'éducation primaire, sa proposition de loi est rejetée par le Congrès. Pourtant, les organisations d'enseignants sont en faveur de ce changement. Mais, les conservateurs, avec Leopard Silvio Villegas à leur tête qui est soutenu par l'Église, voient cette réforme comme un affront à la liberté d'enseignement. En fait, le véritable problème est le débat entre le choix du centralisme ou du fédéralisme. Les conservateurs et les libéraux, qui refusent de voir leurs élus locaux être privés de leur emprise sur la distribution de faveurs et l'adjudication de contrats, joignent leurs forces pour rejeter la proposition de Gaitán malgré son discours expliquant la rationalité de son approche sur un des graves problèmes de la Colombie. Face à cette opposition, Gaitán démissionne de ses fonctions le 15 février 1941.
Néanmoins, en avril 1942, Gaitán est élu sénateur pour le département de Nariño. Il en profite pour attaquer la seconde administration de López qu'il estime touchée par la corruption et les scandales. En septembre de la même année, il est nommé président du Sénat,. Par la suite, sous la présidence d'Alfonso López Pumarejo puis celle de Darío Echandía qui assure l'intérim pendant une courte période, Gaitán obtient le poste de ministre du Travail du 8 octobre 1943 au 6 mars 1944. Pendant son bref mandat, il essaie sans succès de faire passer une législation en faveur des ouvriers et parvient à faire exécuter quelques mesures administratives favorisant les syndicats lors de conflits avec les employeurs.

### Candidature à l'élection présidentielle de 1946

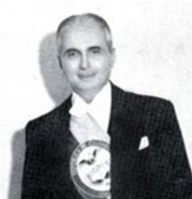
Le conservateur Mariano Ospina Pérez remporte l'élection présidentielle colombienne de 1946.

En 1944, Gaitán décide de lancer sa candidature pour l'élection présidentielle de mai 1946, et ce dans une atmosphère de polarisation politique et de rupture économique, idéale pour sa campagne populiste. Se rappelant l'échec de l'UNIR, il décide de rester avec le Parti libéral et de constituer un mouvement appelé « mouvement gaitaniste » (Movimiento gaitanista). À partir de mai 1944, les gaitanistes créent leur propre périodique, Jornada. Début 1944, les premières organisations gaitanistes commencent à se former dans les plus grandes villes provinciales du pays, notamment sur la côte nord. Le 28 janvier de cette même année, Sociedad Jorge Eliécer Gaitán, organisme précurseur du « Comité Departemental », est fondé à Barranquilla. Le mouvement gaitaniste qui se développe après 1944 devient l'expression du ressentiment contre le système actuel. Il profite du mécontentement des masses qui sont témoins de l'enrichissement et de la spéculation alors qu'il vivent dans la misère et qui, en conséquence, commencent à développer une « conscience révolutionnaire ». Le mouvement fait appel aux intérêts fondamentaux des travailleurs des grandes villes, des secteurs les plus radicaux de la population rurale, des gens de la petite bourgeoisie les plus progressistes et de la jeunesse.
Lors de la campagne présidentielle, Gaitán manœuvre entre les deux partis principaux, attaquant aussi bien les conservateurs que les libéraux. Il profite des animosités traditionnelles entre les chefs des deux partis, comblant le vide dû aux différences entre ces groupes politiques. Dans une certaine mesure, Gaitán est idéologiquement et politiquement près des conservateurs, sa critique du capitalisme au nom d'un ordre moral supérieur touchant une corde sensible. En effet, la lutte de Gaitán leur rappelle leur propre vision utopique d'une société libre de préjugés raciaux et de classes où une personne méritante et ambitieuse peut se hisser en haut de l'échelle sociale. Les conservateurs font diverses tentatives pour parvenir à un accord avec Gaitán. Ainsi, Laureano Gómez soutient le « candidat du pueblo », et jusqu'à un mois avant les élections, le périodique journalier conservateur El Siglo est le porte-parole officieux de Gaitán. Les relations entre les deux hommes politiques sont suffisamment étroites pour que des rumeurs courent sur le fait que les conservateurs aient financé la campagne de Gaitán. La tentative la plus sérieuse pour attirer Gaitán dans le camp des conservateurs a lieu fin 1942, avant même le début de sa campagne. Rafael Azula Barrera, leader et penseur conservateur, avec le poète conservateur Eduardo Carranza, le libéral Eduardo Caballero Calderón et quelques technocrates apolitiques, lui demandent de mener avec eux une croisade nationale bipartite. Ils lui proposent « un parlement moral » composé de personnes d'expertise technique reconnue pour s'opposer au « parlement des politiciens ». Bien que Gaitán semble enthousiaste à cette suggestion, cette dernière restera sans suite, le chef du Movimiento gaitanista acceptant sa nomination pour la présidence en septembre 1945. Selon Azula Barrera, Gaitán se serait rappelé son échec avec l'UNIR et aurait choisi de rester sous le couvert du libéralisme.
Lors de sa campagne populiste où il parvient à attirer des libéraux et certains groupes de conservateurs, Gaitán utilise pour thèmes l'opposition contre l'oligarchie économique et politique ainsi que la restauration morale et démocratique de la république. Lors de son discours d'ouverture de sa campagne au théâtre municipal à Bogota, Gaitan explique ce qu'il veut dire par « oligarchie » et comment elle interfère avec le développement des personnes. Il finit son allocution en scandant les slogans du mouvement gaitaniste : « Peuple ! Pour la restauration morale de la Colombie, à l'attaque ! Peuple ! Pour la démocratie, à l'attaque ! Peuple ! Pour la victoire, à l'attaque ! ». Selon un de ses collaborateurs, Francisco José Chaux, Gaitan considère le libéralisme comme un instrument politique pour servir et augmenter le niveau de vie des personnes ainsi que pour réaliser une société égalitaire fondée sur l'étude, le travail, la compétence et le sens de responsabilités de chaque individu. Gaitán parvient à obtenir les fonds pour financer sa campagne grâce aux cotisations des membres actifs du mouvement, aux ventes des obligations Pro-Candidatura Gaitán et à l'organisation de festivals publics, de soirées dansantes et de bazars. Dans un discours en 1947, Gaitán admettra même avoir reçu 3 500 pesos de la part des conservateurs sur les 300 000 pesos de contributions totales pour sa campagne.
Grâce à un travail d'organisation qui dure plusieurs mois, une convention populaire et démocratique est conclue le dimanche 23 septembre 1945 dans les arènes de Santamaría, à Bogota. Elle proclame Gaitán comme étant le candidat du peuple. Les analystes considèrent qu'il représente un nouveau mouvement qui s'est transformé en alternative politique soutenue par un mouvement social. Cependant, ses positions idéologiques sont souvent décrites comme ambiguës et contradictoires en raison de la confusion qu'elles suscitent. Bien que les femmes colombiennes ne peuvent pas voter, n'obtenant le droit de vote qu'en 1954, Gaitán, qui revendique les droits de la femme, insiste pour qu'elles jouent un rôle actif dans le mouvement. Le 20 avril 1946, dans un de ses discours coutumiers au Théâtre municipal, Gaitán définit la différence entre la notion de « pays politique » et celle de « pays national », jugeant qu'il y a deux pays en Colombie, ayant chacun leurs propres objectifs. Le « pays politique » ne penserait qu'à ses emplois, ses mécanismes et son pouvoir tandis que le « pays national » pense à son travail, à sa santé et à sa culture qui sont omis par le « pays politique ».
Lors des élections du 5 mai 1946, gagnées par le conservateur Mariano Ospina Pérez, le candidat officiel du Parti libéral Gabriel Turbay obtient la deuxième place, juste devant Gaitán qui parvient pourtant à obtenir la majorité dans les principaux centres urbains du pays. À la suite de la victoire du candidat conservateur, plusieurs des associés proches de Gaitán, menés par Jorge Uribe Márquez et J.A Osorio Lizarazo, planifient une grève pour renverser le gouvernement, « imposer la volonté des personnes et tirer profit de l'atmosphère agitée et séditieuse que l'éloquence de Gaitán avait créée », ce que refuse Gaitán, déclarant qu'il était un avocat qui respectait la loi et qu'il conduirait son mouvement selon les normes constitutionnelles. Dans son discours post-électoral du 7 mai 1946, Gaitán appelle la population à l'ordre et à l'organisation plutôt qu'à l'anarchie, reconnaissant officiellement la victoire d'Ospina.

### Candidature à l'élection présidentielle de 1950
Après les résultats de l'élection présidentielle de 1946, Jorge Eliécer Gaitán entame sa campagne « Por la reconquista del poder » (« À la reconquête du pouvoir ») pour celles qui doivent se dérouler en 1950. Le 18 janvier 1947, une convention populaire a lieu afin de choisir les candidats aux élections du Congrès, durant laquelle sont présentés les bases et les nouveaux statuts du parti libéral dans les documents intitulés Plataforma del Colón, qui préconisent une démocratie sociale et économique. Le soir du 7 février 1947, à Barranquilla, sur les balcons de la station de radio Emisoras Unidas, il annonce à la foule que son nom est en tête de liste des candidats de son parti à l'Assemblée de l'Atlántico.
Les résultats des élections législatives de mars 1947 mettent Gaitán en position de force au sein du parti libéral, étant parvenu à gagner six sièges à l'Assemblée de l'Atlántico. Durant le printemps 1947, tout en entamant des pourparlers pour créer une unité avec les libéraux, il entame une série de consultations avec les chefs officiels des partis provinciaux pour solidifier sa position, comprenant que la victoire en 1950 dépend de l'unité de tous les libéraux. L'alliance gaitanista-libérale est donc purement tactique. Les deux factions continuent ainsi de profiter des occasions de se discréditer entre elles au sein du parti.
En juin 1947, lors d'une séries de réunions publiques ayant pour sujet les élections municipales qui doivent se dérouler en octobre de la même année, le leadership de Gaitán au sein du libéralisme est ratifié. La majorité des libéraux nouvellement élus sénateurs et députés rencontrés se concertent durant trois jours et élisent à l'unanimité Gaitán « Jefe Unico » (« chef unique ») du parti le 11 juin. Pendant la campagne pour les élections du conseil municipal, le nouveau leader du Parti libéral fait appel à la population pour le rejoindre dans sa lutte contre les oligarchistes. En dépit des actes de violence et de l'impossibilité des libéraux de voter dans plusieurs endroits parce qu'ils manquaient de garanties en matière de sécurité, ils parviennent à battre les conservateurs par 659 625 votes contre 521 845 et à faire élire 396 conseillers municipaux contre 273 pour les conservateurs. De plus, les libéraux parviennent à s'imposer dans toutes les villes principales du pays, hormis à Pasto. Ils l'emportent ainsi dans tous les départements excepté ceux de Nariño, Norte de Santander et Boyacá. Ils parviennent même à gagner, bien que les résultats soient serrés, dans les départements d'Antioquia, de Caldas et de Cauca, autrefois hostiles à Gaitán. Finalement, le 24 octobre 1947, les membres libéraux du Congrès proclament Jorge Eliécer Gaitán comme étant leur candidat officiel pour les élections présidentielles de 1950.
En 1948, quelques mois avant sa mort, Gaitán est nommé docteur honoris causa par l’Universidad Libre en sciences politiques et sociales. Le 7 février 1948, il organise la Marcha del Silencio (Marche du silence). Lors de cette manifestation politique, il demande au président Ospina que cessent les persécutions des autorités sur les libéraux, le gouvernement souhaitant restreindre les garanties politiques du parti libéral. Deux semaines après, la presse libérale dénonce le fait que le nom de Gaitán soit supprimé de la délégation colombienne pour la IXe Conférence Panaméricaine qui a lieu à Bogota.
L’ambassadeur des États-Unis en Colombie, John Wiley, rédige le 22 avril 1947 un dossier confidentiel intitulé en latin « Cave Gaitanu » : « Attention avec Gaitán ». Il l’accusait notamment de « tendances dictatoriales », ou encore de « manipuler les masses et d’être sans doute lui-même manipulé par les communistes pour atteindre leurs fins ».

## Un assassinat mystérieux

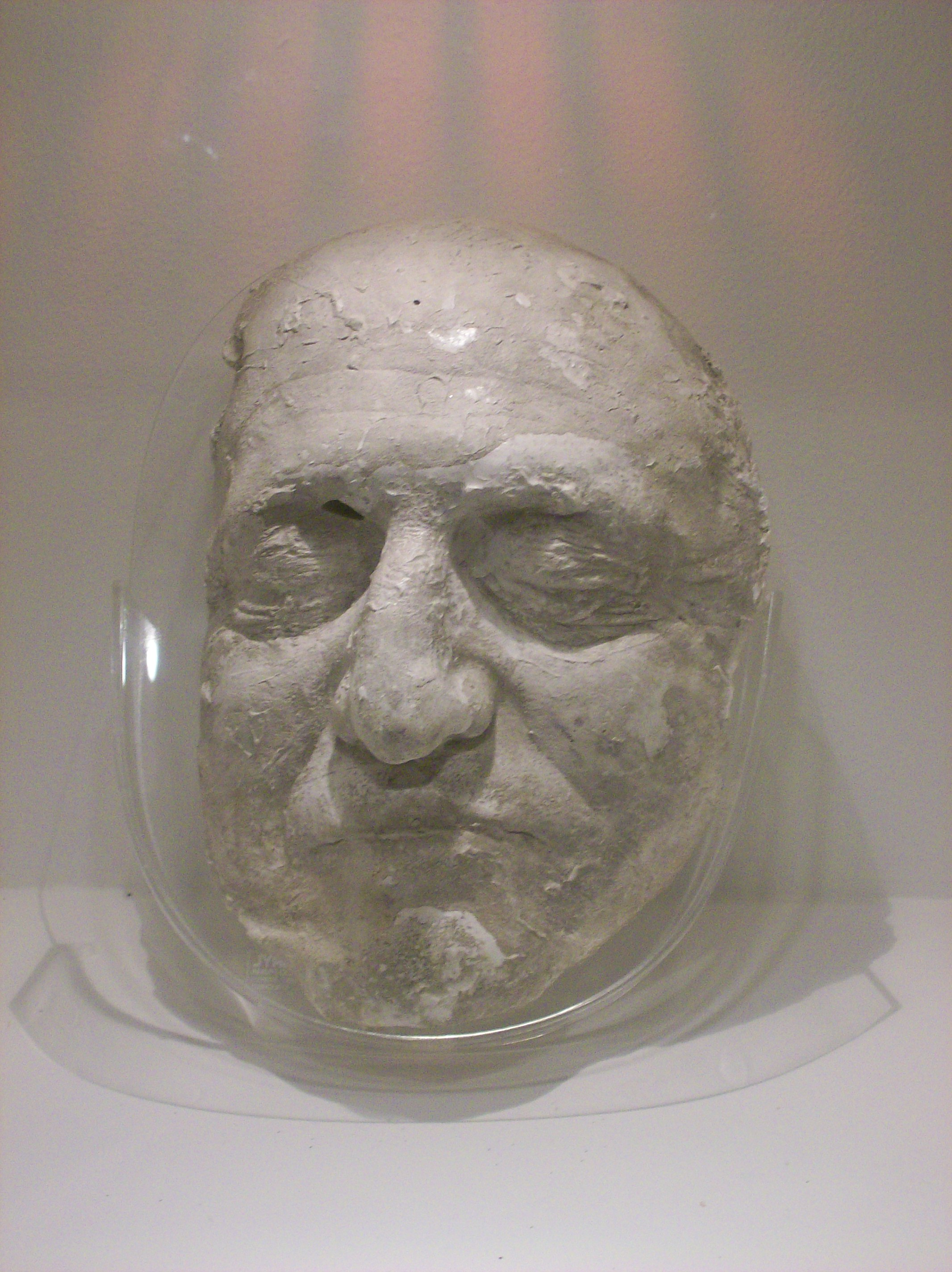
Moulage du visage de Gaitán fait quelques instants après sa mort.

Le 9 avril 1948, à 13 h 05, Jorge Eliécer Gaitán est assassiné à la sortie de son bureau. Alors qu'il se rendait à une invitation du libéral Plinio Mendoza Neira, accompagné de trois de ses amis, Jorge Padilla, Alejandro Vallejo et Pedro Eliseo Cruz, un jeune homme du nom de Juan Roa Sierra tire trois fois sur l'homme politique. Une des balles perce les poumons de Gaitán tandis qu'une autre se loge à la base de son crâne. Emmené d'urgence par un taxi à la Clínica Central, il meurt aux environs de 14 h 00, alors que son ami et médecin Pedro Eliseo Cruz s'apprête à lui pratiquer une transfusion de sang. Après avoir tiré un quatrième coup en l'air, Roa Sierra s'échappe mais est capturé un peu plus loin par un policier, Carlos Alberto Jiménez Díaz, qui lui demande : « Dis-moi qui t'a donné l'ordre de tuer sinon tu seras lynché par le peuple ». Alors que le policier s'était enfermé avec le meurtrier dans une boutique, plusieurs personnes défoncent la porte, s'emparent de Roa Sierra et le frappent à mort, son corps étant ensuite traîné le long de la Carrera Séptima jusqu'à la place présidentielle. La mort de Juan Roa Sierra, tué par une foule en colère, empêche cependant de connaître les motivations qui l'ont poussé à commettre cet acte.
Aujourd'hui encore, les commanditaires de ce crime restent inconnus. Gaitán avait de nombreux ennemis tels que l'oligarchie colombienne, présente aussi bien au sein du Parti conservateur que de son propre parti, et qu'il n'a jamais cessé de dénoncer, le Parti communiste qui voyait en lui un adversaire d'autant plus dangereux qu'il était populaire. Il a également été dit que la CIA était impliquée dans son assassinat car elle ne souhaitait pas que Gaitán puisse mettre ses réformes sociales en place, ce qui aurait nui aux intérêts des compagnies bananières américaines telles que la United Fruit Company. Le doute demeure sur son implication, la CIA ayant détruit en 1972 tous les documents qu'elle avait sur lui. Deux anciens agents de la CIA reconnaissent toutefois dans le livre The Invisible Government l’implication de leur agence dans le meurtre de Gaitán.
Selon de nombreuses spéculations, Gaitán aurait été vraisemblablement élu président de la République s'il n'avait pas été assassiné le 9 avril 1948. À la suite de cet assassinat, une insurrection armée, appelée Bogotazo, éclate. Cette période de troubles est le premier épisode de La Violencia. Gaitán, qui s'opposait à l'usage de la violence, était déterminé à poursuivre la stratégie d'élire un gouvernement de gauche, reniant l'approche révolutionnaire communiste violente typique de la guerre froide. Son assassinat aboutit à une période de grande violence entre les conservateurs et les libéraux, facilitant également l'émergence de deux groupes de guérilla marxistes : les Forces armées révolutionnaires de Colombie (FARC) et l'Armée de libération nationale (ELN). D'après sa fille Gloria, Gaitán disait que si on l'assassinait, « l'oligarchie sait que le pays se soulèvera, et cela durera plus de 50 ans ». De fait, même si la violence en 2009 n'a plus l'intensité du début des années 1950, la Colombie n'a pas connu de paix stable depuis 60 ans.

## Commémorations
Encore aujourd'hui, la figure de Jorge Eliécer Gaitán est évoquée dans le débat politique colombien, comme celle du leader charismatique et honnête voulant le bien du peuple contre l'oligarchie. De nombreuses statues rappellent son souvenir dans tout le pays, et il est même présent sur les billets de 1 000 pesos colombiens mis en circulation depuis le 25 novembre 1982.
En 2000, après une rénovation du théâtre municipal de Bogota inauguré le 15 février 1890 par la compagnie italienne d'opéra Azzali, avec la pièce El trovador, le bâtiment est rebaptisé « Théâtre municipal Jorge Eliécer Gaitán » en hommage à l'homme politique colombien.
Le 29 novembre 1969, avec l'ordonnance 039, l'Assemblée Départementale du Meta décide de donner le nom de Puerto Gaitán à une ville fondée le 11 février 1932 par les Vénézuéliens Pedro Capellam, Ventura Alvarado et Concepción Izanoboco. Elle acquiert le statut de municipalité le 1er janvier 1970.

### Ouvrages utilisés
- (en) Nathaniel Weyl, Red star over Cuba : the Russian assault on the Western Hemisphere, Devin-Adair, 1960, 222 p.

1. ↑  p. 18
2. ↑  p. 4-7
3. ↑  p. 4-21
4. ↑  p. 15-36

- (en) Richard E. Sharpless, Gaitan of Colombia : A Political Biography, University of Pittsburgh Pre, 1978, 240 p. (ISBN 978-0-8229-8467-2)

1. ↑  p. 11
2. 1 2 3  p. 34
3. 1 2  p. 35
4. ↑  p. 36
5. 1 2 3 4  p. 96
6. ↑  p. 74
7. ↑  p. 75-76
8. ↑  p. 76-77
9. ↑  p. 79-80
10. ↑  p. 81
11. 1 2  p. 82
12. ↑  p. 83
13. 1 2 3 4 5 6  p. 90-94
14. 1 2  p. 94-95
15. 1 2 3  p. 97
16. ↑  p. 100
17. ↑  p. 103
18. ↑  p. 107
19. 1 2  p. 105
20. 1 2 3  p. 106
21. ↑  p. 111
22. ↑  p. 110
23. ↑  p. 139
24. ↑  p. 140
25. 1 2 3  p. 152
26. 1 2  p. 154
27. 1 2  p. 260-262

- (en) William John Green, Gaitanismo, Left Liberalism, and Popular Mobilization in Colombia, University Press of Florida, 2003, 384 p. (ISBN 978-0-8130-2811-8)

1. ↑  p. 46-47
2. ↑  p. 47
3. ↑  p. 48
4. 1 2 3 4 5  p. 49-50

### Autres références
1. 1 2 3 4 5 6 7 8 9 10 11 12 13 14 15 16 17 18 19 20 21 22 23  (es) Iván Marín Taborda, « Ficha bibliográfica : Jorge Eliécer Gaitán », Bibliothèque Luis Ángel Arango (consulté le 14 octobre 2011)
2. 1 2  (es) Malik Tahar Chaouch, « La presencia de una ausencia: Jorge Eliécer Gaitán y las desventuras del populismo en Colombia », Araucaria (Revista Iberoamericana de Filosofía, Política y Humanidades), 2009 (consulté le 31 octobre 2011)
3. ↑  (es) César Torres del Río et Saúl Mauricio Rodríguez Hernández, De milicias reales a militares contrainsurgentes : la institución militar en Colombia del siglo XVIII al XXI, Pontificia Universidad Javeriana, 2008, 383 p. (ISBN 978-958-716-087-1, lire en ligne), p. 283
4. 1 2 3  (es) « Jorge Eliécer Gaitán », Biografías y Vidas (consulté le 2 octobre 2011)
5. ↑  (es) Alberto Zalamea, « Gaitán al arzobisto: precisamente por eso! », El Tiempo, 27 mai 1992 (consulté le 16 octobre 2011)
6. ↑  (es) Sandy Ulacio, « Chávez prefiere bajo su sombrilla a los corruptos y no opositores », Versión Final, 18 juillet 2008 (consulté le 16 octobre 2011)
7. ↑  (es) Teresa Morales De Gómez, « Biographie de Marco Fidel Suárez », Bibliothèque Luis Ángel Arango (consulté le 17 octobre 2011)
8. ↑  (es) Maria Alexandra Méndez Valencia, « Biographie de Guillermo Valencia », Bibliothèque Luis Ángel Arango (consulté le 17 octobre 2011)
9. ↑  (es) « Liste alphabétique des ministres colombiens du XXe siècle », Bibliothèque Luis Ángel Arango (consulté le 19 octobre 2011)
10. 1 2  (es) « La masacre de las bananeras », Revista Credencial Historia, octobre 2005 (consulté le 31 octobre 2011)
11. ↑  (es) Joaquín Viloria De la Hoz, « El día que la tropa disparó contra la muchedumbre. A 80 años de la huelga y masacre de las bananeras ocurridas en Ciénaga, Magdalena », Aguaita, nos 17-18,‎ décembre 2007 - juin 2008, p. 32-40 (ISSN 0124-0722, lire en ligne)
12. ↑  (es) Eduardo Posada Carbó, El desafío de las ideas : ensayos de historia intelectual y política en Colombia, Universidad Eafit, 2003, 294 p. (ISBN 978-958-8173-18-4), p. 272
13. 1 2  (en) « Jorge Eliécer Gaitán (1898-1948) », United fruit historical society, 2001 (consulté le 17 octobre 2011)
14. ↑  (es) Armando Gomez Latorre, « La Universidad Libre », El Tiempo, 9 décembre 1993 (consulté le 31 octobre 2011)
15. ↑  (es) Alfonso López Michelsen, « La guerra con el Perú », avril 1990 (consulté le 31 octobre 2011)
16. ↑  (es) ESM, « Las guerras con el Perú », Revista Credencial Historia, novembre 2005 (consulté le 31 octobre 2011)
17. ↑  (es) Germán Zuluaga, La historia del Vaupés desde esta orilla, Universidad del Rosario, 2009, 75 p. (ISBN 978-958-738-004-0, lire en ligne), p. 40
18. 1 2  (es) « Ministros bajo la presidencia de Eduardo Santos », Bibliothèque Luis Ángel Arango (consulté le 5 novembre 2011)
19. ↑  (es) « Ministros bajo la presidencia de Alfonso López Pumarejo », Bibliothèque Luis Ángel Arango (consulté le 6 novembre 2011)
20. ↑  (es) « Ministros bajo la presidencia del Designado encargado Darío Echandía » [archive du 20 mars 2011], Bibliothèque Luis Ángel Arango (consulté le 6 novembre 2011)
21. 1 2 3  (en) Herbert Braun, The assassination of Gaitán : Public life and urban violence in Colombia, Univ of Wisconsin Press, 2003, 296 p. (ISBN 978-0-299-10364-4), p. 81-82
22. ↑  (es) « El voto femenino », Bibliothèque Luis Ángel Arango (consulté le 11 novembre 2011)
23. 1 2  (es) Helkin Alberto Núñez Cabarcas, « Historia gráfica de Barranquilla : Jorge Eliécer Gaitán en La Arenosa », Latitud, El Heraldo,‎ 13 avril 2013 (lire en ligne)
24. 1 2  (es) Eduardo Posada Carbo, « Jorge Eliécer Gaitán (1898 -1948) : oportunidad frustrada », El Tiempo, 4 avril 1999 (consulté le 14 novembre 2011)
25. ↑  « Pourquoi le Venezuela a expédié un « bras d’honneur » à l’OEA », sur Médelu, 13 mai 2019
26. 1 2  (es) Jorge Serpa Erazo, « Asesinado de Gaitán », ColombiaLink (consulté le 13 novembre 2011)
27. ↑  (en) Anisseh van Engeland et Rachael M. Rudolph, From terrorism to politics, Ashgate Publishing, 2008, 217 p. (ISBN 978-0-7546-4990-8, lire en ligne), p. 136
28. ↑  Colombie Info, « La fin d'un rêve colombien: l'assassinat occulté de Jorge Eliécer Gaitan », 15 janvier 2014
29. ↑  (es) Vladimir Gessen, « Crónica de un magnicidio », El Mundo, 20 avril 2007 (consulté le 13 novembre 2011)
30. ↑  (es)Banque de la République de Colombie, « Circular Reglamentaria Externa DTE - 200 », 23 février 2012 (consulté le 11 septembre 2012)
31. ↑  (es) « Historia del Teatro municipal Jorge Eliécer Gaitán », Teatro Jorge Eliécer Gaitán (consulté le 10 novembre 2011)
32. ↑  (es) « Informations générales sur la municipalité Puerto Gaitán » (consulté le 14 octobre 2011)